# Gartenstadt-Genossenschaft Mannheim
Die Gartenstadt-Genossenschaft Mannheim eG ist eine Wohnungsgenossenschaft mit Spareinrichtung. Sie bewirtschaftet hauptsächlich Wohnimmobilien in verschiedenen Stadtteilen Mannheims sowie in Edingen-Neckarhausen, Ilvesheim und Ladenburg. Die Genossenschaft hat etwa 9100 Mitglieder.

## Geschichte
Seit ihrer Gründung im Jahre 1910 ist die Gartenstadt-Genossenschaft Mannheim eG, die sich in ihrem Namen auf die Gartenstadtidee Ebenezer Howards bezieht, ein Instrument der Selbsthilfe von Mitgliedern für Mitglieder auf dem Gebiet des Wohnens. Am 26. August 1910 wurde die „Gartenvorstadt-Genossenschaft Mannheim eGm.b.H.“ von 39 Frauen und Männern gegründet. Die Hauptinitiatoren, die Aufklärungs- und Vorbereitungsarbeit geleistet hatten, waren unter anderem: Landeswohnungskommissar Hans Kampffmeyer und Stadtrechtsrat Otto Moericke sowie Arbeitersekretär Richard Böttger und Reichstagsabgeordneter Ludwig Frank, ein engagierter Kreis aus allen Bevölkerungsschichten, Parteien und Religionsgemeinschaften, die das gleiche Ziel verfolgten: Sie wollten dem Wohnungsmangel durch Errichtung gesunder und preiswerter Wohnungen, möglichst mit eigenem Garten, entgegenwirken. Dadurch sollte zugleich auch eine Verbesserung des Lebensstandards erreicht werden.
Die Gartenstadt-Genossenschaft Mannheim hat unter anderem die Mannheimer Stadtteile Gartenstadt (1912) und Almenhof (1921) gegründet. Die Geschichte der Genossenschaft wurde in bedeutendem Maße von Walter Pahl geprägt. 1947 wurde dieser Geschäftsführer und ab 1953 Vorstand. Er bestimmte den Wiederaufbau des im Zweiten Weltkrieg stark zerstörten Wohnungsbestands in Mannheim wesentlich mit. Die Gartenstadt-Genossenschaft war unter Pahls Leitung an größeren Bauvorhaben in Mannheim beteiligt, so auch an der Bebauung des Stadtteils Waldhof-Ost, der Vogelstang und der Herzogenried-Siedlung. In Pahls Zeit vermehrte sich der Wohnungsbestand der Genossenschaft um über 3000 Mietwohnungen in fast allen Mannheimer Stadtteilen. Unter der Ägide Pahls wurde der Name der Genossenschaft im Jahre 1953 in „Gartenstadt-Genossenschaft Mannheim e.G.“ verkürzt.
2012 erhielt sie die Auszeichnung Mannheimer Stein des Mannheimer Architektur- und Bauarchivs (MAB).

## Zweck
Vorrangige Aufgabe der Genossenschaft ist die Förderung ihrer Mitglieder durch den Bau und Erwerb von Wohnungen in Mannheim und Umgebung zur Nutzung sowie die Instandhaltung und Modernisierung. Neben dem genossenschaftlichen Wohnrecht gehört zu diesem Förderauftrag auch die Beratung und Betreuung der Mitglieder, die Anpassung der Wohnungen an die Bedürfnisse in jedem Lebensalter und die Bereitstellung über das Wohnen hinausgehender Hilfen.
Die Spareinrichtung dient der Gartenstadt-Genossenschaft Mannheim eG dazu, ihre vorgenannten Aufgaben weitgehend unabhängig von fremden Kreditgebern zu erfüllen und die Mitglieder durch marktübliche Zinsen zu fördern. Aufgrund des Betreibens einer Spareinrichtung unterliegt die Genossenschaft den Regelungen des Kreditwesengesetzes und damit der Bankenaufsicht durch die Bundesanstalt für Finanzdienstleistungsaufsicht.

### Wohnungsbewirtschaftung
Im Geschäftsjahr 2021 bewirtschaftete die Gartenstadt-Genossenschaft Mannheim eG 4.161 Wohnungen und 26 Gewerbeeinheiten in 477 Mehrfamilienhäusern und 627 Einfamilienhäusern. Die durchschnittliche Wohnungsgröße im Jahr 2021 betrug 73,72 m², die durchschnittliche Nutzungsgebühr 6,46 Euro je m². 3.892 Wohnungen verfügten 2021 über einen Balkon oder einen Garten. Dies entspricht ca. 94 % aller Wohnungen. 55 Mehrfamilienhäuser der Genossenschaft waren 2021 mit einem Aufzug ausgestattet. Das sind etwa 27 % aller Wohnhäuser mit mindestens 4 Stockwerken.